# Kauman (Juwana)
Kauman is een bestuurslaag in het regentschap Pati van de provincie Midden-Java, Indonesië. Kauman telt 2318 inwoners (volkstelling 2010).